# Шталекер, Вальтер
Франц Ва́льтер Штале́кер (нем. Franz Walter Stahlecker; 10 октября 1900, Штерненфельс, Германская империя — 23 марта 1942, Красногвардейск, СССР) — немецкий юрист, бригадефюрер СС, генерал-майор полиции, начальник управления земельной полиции Вюртемберга, командир айнзацгруппы А и начальник полиции безопасности и СД рейхскомиссариата Остланд.

## Биография

### Революционные годы и Веймарская республика

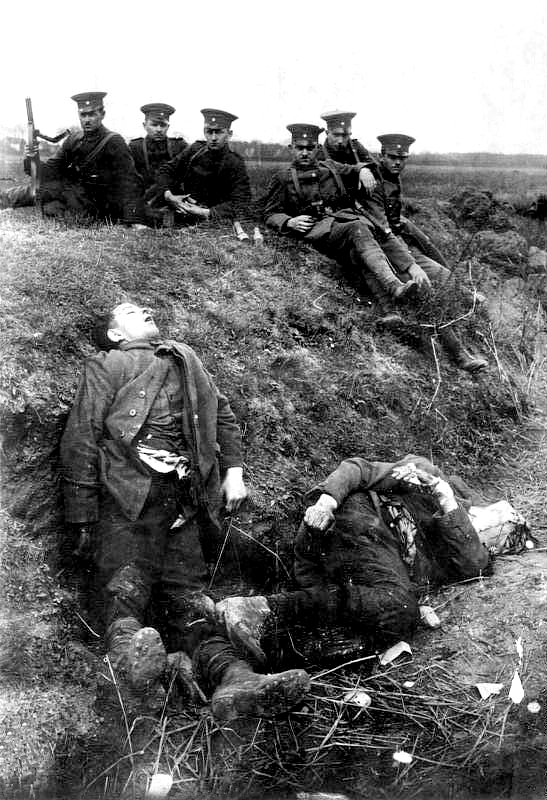
Подавление восстания в Рурской области в марте 1920 — фактически акт кровавой гражданской войны в Германии. Члены добровольческого корпуса Носке позируют рядом с расстрелянными красноармейцами.
Фотография. Мёллен, 1920

Франц Вальтер Шталекер родился 10 октября 1900 года в Штерненфельсе (Вюртемберг) в строгой семье протестантского священника, придерживавшейся националистических и антиреспубликанских взглядов. В 1919—1920 годах он примыкал к националистическому и антисемитскому Немецкому народному союзу обороны и наступления и организации «Консул», послужившими впоследствии основой для вновь создаваемых ячеек НСДАП. В составе Тюбингенского студенческого добровольческого корпуса принимал участие в уличных боях с красноармейцами в Вюртемберге и подавлении всеобщей забастовки и вооруженных выступлений прокоммунистически настроенных рабочих в Рурской области. Уже в 1921 году он вступил в ряды вскоре запрещённой НСДАП.
Шталекер изучал юриспруденцию в известном Тюбингенском университете с 1920 по 1924 годы. Именно в это время установились его контакты с будущими командирами айнзацгрупп/зондеркаманд и соучастниками массовых убийств на территории Советского Союза во время Второй мировой войны (Мартин Зандбергер, Эрих Эрлингер и Ойген Штаймле). Спустя три года Шталекер защитил степень доктора наук.
В течение непродолжительного периода стабильного существования Веймарской республики с 1923 по 1929 годы, когда НСДАП была подвергнута запрету, он не проявлял политической активности, держался в тени и, начиная с 1927 года, строил свою профессиональную карьеру в качестве юриста на государственной службе в Вюртемберге. Двумя годами позже стал регирунгсратом, в 1930 году — начальником отдела, а в 1933 году — директором Ведомства по труду в Нагольде (Вюртемберг), ставшему к этому времени оплотом национал-социалистов. В 1932 году сочетался браком с Луизой-Габриэлой фон Гюльтлинген, происходившей из древнего швабского дворянского рода.

### Под знаком свастики

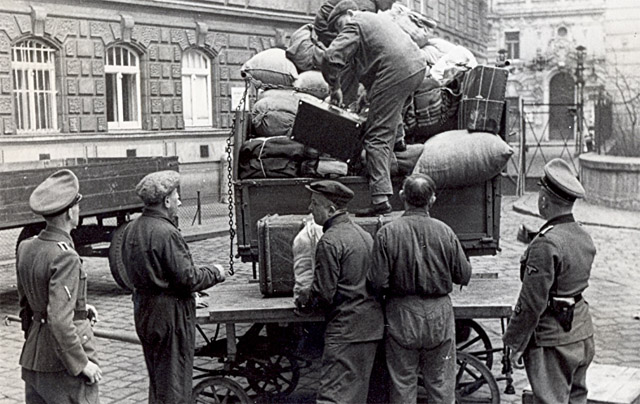
Присоединение Австрии к нацистской Германии в 1938 году обусловило проведение в жизнь Нюрнбергских расовых законов (1935) в этих землях и «легализовало» политику преследования неугодных, изъятия их имущества и «аризацию» населения. В результате начавшейся в 1938 году принудительной эмиграции и продолжавшейся вплоть до 1945 года депортации евреев из 206 тыс. человек, проживавших в Австрии, более 65 тыс. человек погибли в концентрационных лагерях и лагерях смерти. Вена, 1942

С ростом влияния в Германии нацистской партии «вынужденное отсутствие» Шталекера в рядах вновь в 1925 году восстановленной НСДАП выглядело двусмысленно, что побудило его в мае 1932 года вновь вступить в её ряды. Благодаря протекции недавно назначенного рейхсштатгальтера Вюртемберга Вильгельма Мурра Шталекер получил значительно меньший членский партийный номер 1069130 и в конце мая 1933 года занял пост заместителя начальника вюртембергской политической полиции. В это же время вступил в ряды СС (№ 73041).
В начале мая 1934 года по распоряжению Вильгельма Мурра от руководства вюртембергской политической полиции был отстранён Германн Маттхайс и по рекомендации того же Мурра Шталекер, представлявший в качестве оберрегирунграта интересы Вюртемберга в Берлине, был назначен 14 мая 1934 года начальником политической полиции Вюртемберга, предшественницы гестапо и преобразованной в дальнейшем в 1939 году в Главное управление имперской безопасности путём слияния последней с уголовной полицией и полицией безопасности.
На своём посту Шталекер вёл непримиримую борьбу с противниками национал-социализма — католическими и протестантскими священниками, религиозными деятелями, издателями прогрессивных газет, членами запрещённых левых партий (вмешательство в издательскую практику, закрытие ряда газет, запреты на профессию). При его активном содействии подверглись разгрому большинство коммунистических и социал-демократических групп сопротивления, члены которых после наложения крупных денежных штрафов были брошены в тюрьмы, осуждены на каторжные работы, отправлены в концентрационные лагеря или берлинскую тюрьму «Плётцензее» для исполнения смертных приговоров. В начале 1937 года Шталекера был переведён на аналогичную должность в Бреслау.
Вместе с проведением политики «унификации» в Третьем рейхе, коснувшейся также и полиции, Шталекер продолжал подниматься по служебной лестнице. В мае 1938 года после аншлюса Австрии и благодаря рекомендации Рейнхарда Гейдриха он был назначен начальником полиции безопасности и СД НСДАП в венском округе СС Донау с непосредственным подчинением Гейдриху, где занимался организацией службы гестапо и, при участии Адольфа Эйхмана, ускоренной депортацией австрийских евреев. Уже осенью 1938 года после занятия Германией Судетов «творческие идеи» (по выражению Эйхмана) Шталекера в сотрудничестве с Эйхманом потребовались в Судетской области для подавления сопротивления политических противников и гражданского населения.
С оккупацией в марте 1939 года оставшейся части Чехии Гейдрих в начале июня 1939 года назначил Шталекера начальником тайной полиции (полиции безопасности и СД) в эти земли, вошедшие в состав Третьего рейха под названием «Протекторат Богемии и Моравии». Согласно идеологии нацистской партии и требованиям Гейдриха все захваченные или присоединённые к Третьему рейху территории должны были быть «германизированы» и предварительно «очищены от еврейства, интеллигенции, духовенства и аристократии». С мая по ноябрь 1940 года Шталекер был командиром полиции безопасности  и СД в Норвегии в Осло, с ноября 1940 по июнь 1941 года по указанию Гейдриха направлен министериальратом в Министерство иностранных дел Третьего рейха. В это же время Шталекер вместе с высшими чинами СС принял участие в обсуждении вопроса о судьбе евреев в Европе (окончательное решение еврейского вопроса).
Изрядное честолюбие, организаторские способности, а также безусловная лояльность по отношению к Рейхсфюреру СС Генриху Гиммлеру и руководителю РСХА Гейдриху, сделали Франца Вальтера Шталекера универсальным и незаменимым исполнителем заданий руководства Рейха, касающихся вопросов полиции и безопасности. Из начальника вюртембергской политической полиции в Штутгарте Вальтер Шталекер превратился в одного из наиболее эффективных и педантичных проводников национал-социалистической расовой идеологии и политики нацистской Германии (1939—1945) по массовому уничтожению «неполноценных» народов и этнических групп.

### Айнзацгруппа А

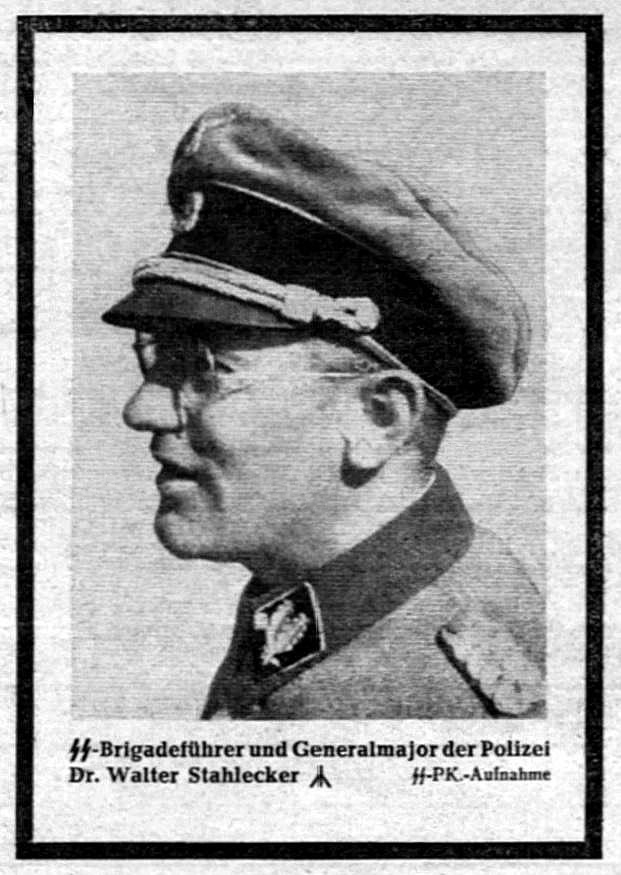
Ф. В. Шталекер (1900—1942), бригадефюрер СС и генерал-майор полиции, отличавшийся наибольшей изобретательностью и исключительной жестокостью по уничтожению еврейского и мирного населения на оккупированных территориях Советского Союза. Газетный траурный снимок, март 1942

В ходе подготовки нацистской Германии к вторжению в Советский Союз Шталекер в апреле 1941 года был назначен командиром айнзацгруппы A, одной из четырёх, которые должны были действовать в тылу наступающих войск на Восточном фронте. С нападением Германии на Советский Союз в июне 1941 года айнзацгруппа А батальонного уровня и численностью 990 человек вступила на советскую территорию в зоне действия группы армий «Север» (Литва, Латвия, Эстония, Ленинградская область, Новгородская область). Её основная задача была определена как «умиротворение тыла» и выполнение «особых задач»: подавление любого сопротивления местного населения, расстрел активных партийных и советских работников, советских военнопленных, партизан, евреев, в первую очередь евреев-мужчин призывного возраста от 18 до 35 лет ; поляков, цыган, умственно и физически неполноценных людей, «асоциальных элементов».
Деятельность Шталекера и его преступная «эффективность» даже в условиях варварских методов ведения войны на Восточном фронте выделяется особо — она отличалась особой основательностью, изощрённостью и жестокостью. Aйнзацгруппа А была первой оперативной группой, положившей начало массовым убийствам и систематическому уничтожению еврейского населения, однако Холокост на территориях Литвы, Латвии и Эстонии начался не с массовых расстрелов евреев подразделениями Шталекера, а с погромов, организованных местным населением. Так, уже на следующий день после вторжения Германии на территорию СССР и занятия войсками вермахта захваченных повстанцами Фронта литовских активистов (Lietuvos Aktyvistų Frontas) Каунаса (Ковно) и Вильнюса деятельность айнзацгруппы была поддержана активными действиями «партизан», устроивших самый кровавый за всё лето 1941 года трёхдневный еврейский погром в Каунасе, в результате которого погибли около 4000 человек. В июле 1941 года подразделения айнзацгруппы А при активной поддержке особого отряда литовских националистов «Ипатингас бурис» (Ypatingasis Būrys) устроили в Вильнюсе облаву, во время которой схватили около 5 тысяч мужчин «неарийской» внешности и расстреляли их в строительных котлованах возле местечка Панеряй (Понары), где начались массовые расстрелы литовских евреев и где до конца 1941 года были расстреляны свыше 33 тысяч человек. В это же время айнзацкоманды собрали в крепости Даугавпилса (Латвия), всех евреев-мужчин в возрасте от 16 до 65 лет и в течение двух недель, со 2 по 16 июля, расстреляли здесь 1150 человек.
15 октября 1941 года Шталекер сообщил в Берлин о массовом привлечении и поощрении действий местных националистов и коллаборантов на оккупированных территориях для выполнения «грязной работы», так называемых «акций по самоочищению» от коммунистов и евреев. 8 ноября 1941 года Шталекер был назначен руководителем полиции безопасности и СД рейхскомиссариата Остланд. В конце 1941 года он издал приказ об устройстве концентрационного лагеря временного содержания Юнгфернхоф под Ригой для приёма депортированных из Германии и Австрии евреев и их последующей ликвидации.
В своём докладе Гейдриху в феврале 1942 года он указывал, что его айнзацкоманды только за 7 месяцев (с июня 1941 по январь 1942 года) сожгли дотла сотни деревень и уничтожили 240 410 евреев, первыми полностью очистили от еврейского населения целый административный район — Эстонию. Шталекер непосредственно участвовал в проведении принятой Третьим рейхом политики геноцида на оккупированных территориях, отдавая приказы по уничтожению безоружных еврейских мужчин, женщин и детей и ведя беспощадную войну с гражданским населением под предлогом борьбы с партизанами.
23 марта 1942 года Франц Вальтер Шталекер неожиданно сам стал жертвой собственной тактики террора — при столкновении с партизанами в Ленинградской области в районе Красногвардейска (Гатчина) он получил тяжёлое ранение — была задета бедренная артерия. В тот же день он скончался от потери крови в самолёте по пути в Прагу. В Пражском Граде, в присутствии многочисленных высоких чинов государства, НСДАП и вермахта, ему была устроена пышная церемония прощания.

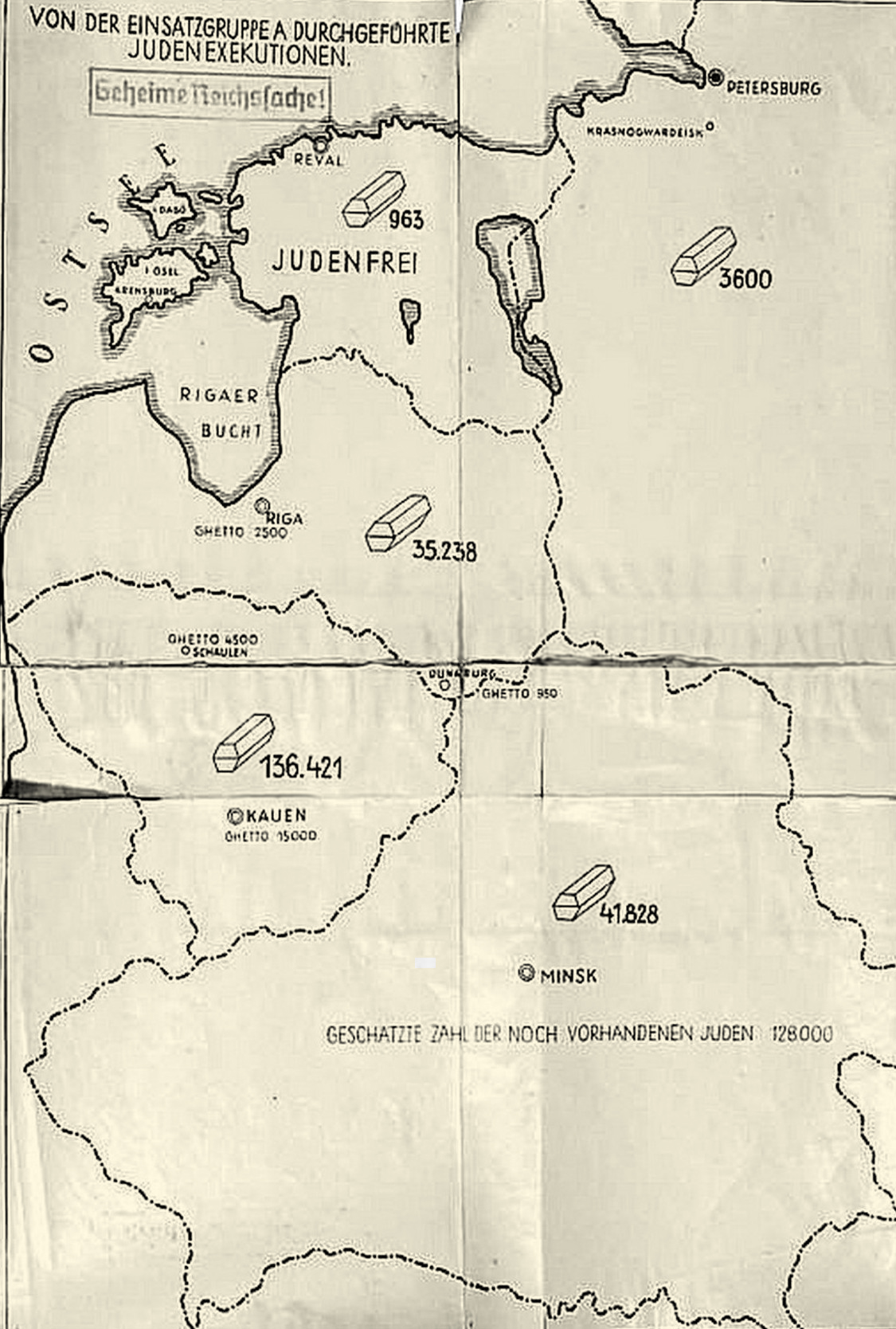
Приложение в виде карты ко второму докладу командира айнзацгруппы А д-ра Франца Шталекера об акциях своего подразделения по уничтожению еврейского населения в Прибалтийских республиках, Белоруссии и западной части РСФСР в период с 16 октября 1941 по 31 января 1942 г. Количество ликвидированных приведено в каждом административном образовании, всего было уничтожено 240 тыс. 410 человек. В пояснении указано (нем.) количество оставшихся в гетто лиц еврейской национальности (Рига, Шяуляй, Каунас, Минск). Эстония указана как зона, свободная от евреев («judenfrei»). Документ помечен грифом «Секретно. Особой государственной важности» (Geheime Reichssache, G. Rs.) — наивысшая степень секретности документации в Третьем рейхе, подлежащей для ознакомления ограниченного круга лиц.
Российский государственный военный архив (РГВА), Москва